# Jean-Pierre Azéma
Jean-Pierre Azéma (* 30. September 1937 in Paris; † 14. Juli 2025 ebenda) war ein französischer Historiker, spezialisiert auf die Zeit der deutschen Besatzung Frankreichs im Zweiten Weltkrieg, die Résistance und Kollaboration im Vichy-Regime.

## Leben
Jean-Pierre Azéma war ein Sohn des in Abwesenheit verurteilten Kollaborateurs Jean-Henri Azéma, der gegen Ende des Krieges über Deutschland nach Argentinien floh. Jean-Pierre Azéma verbrachte seine Kindheit auf verschiedenen Internaten, von der Vergangenheit seines Vaters wusste er zunächst nichts. Er begegnete seinem Vater erst 1968 bei einem Besuch in Argentinien.
Er war ein Schüler von René Rémond. Azéma wurde mit Forschungen am Archiv von Édouard Daladier der Fondation nationale des sciences politiques betraut. Seit seiner Jugend engagierte er sich in der politischen Linken, zunächst bei der Union nationale des étudiants de France (UNEF) und in Kampagnen gegen die Folter der französischen Armee im Algerienkrieg. Er wurde Professor am Lycée Henri-IV und lehrte am Institut d’études politiques de Paris. Azéma war in den 1960er Jahren einer der ersten Historiker in Frankreich, die sich mit dem Vichy-Regime auseinandersetzten.
Außerdem war er wissenschaftlicher Berater im Institut François-Mitterrand. Er stand den Sozialisten nahe und unterstützte die Kandidatur von Ségolène Royal. Er war einer der Autoren des Films Das Auge von Vichy (1993) von Claude Chabrol, Berater bei der TV-Serie Un village français (France 3) und war einer der Historiker, die im Prozess gegen Maurice Papon als Gutachter tätig waren.

## Schriften
- mit Michel Winock: Les Communards, Éd. du Seuil, 1964
- mit Michel Winock: La IIIe République, Calmann-Lévy, 1970, 1991
- La Collaboration : 1940–1944, Presse Universitaire de France (PUF), 1975
- De Munich à la Libération: 1938–1944, Éd. du Seuil 1979, 2002 (sein Hauptwerk, erschienen als 14. Band der Reihe Nouvelle histoire de la France contemporaine)
  - Englische Übersetzung: From Munich to the liberation 1938–1944, Cambridge University Press 1985 (The Cambridge History of Modern France)
- Histoire générale politique et sociale : la France des années sombres, les années 40, 1987
- mit Antoine Prost, Jean-Pierre Rioux: Les Communistes français de Munich à Châteaubriant : 1938–1941, 1987
- 1940, l’année terrible, Éd. du Seuil, 1990
- Vichy et la mémoire savante : quarante-cinq ans d’historiographie, in Azéma, François Bédarida (Herausgeber)  Vichy et les Français, Fayard, 1992
- Herausgeber mit François Bédarida und Mitautor: La France des années noires, 2 Bände, Ed. du Seuil 1993, 2001
- Herausgeber mit Bédarida Le régime de Vichy et les Français, Fayard 1992
- Herausgeber mit François Bédarida 1938–1948: les années de tourmente: de Munich à Prague. Dictionnaire critique, Flammarion, 1995
- Histoire de l’extrême droite en France, Éd. du Seuil, 1998
- mit Olivier Wieviorka: Les Libérations de la France, Perrin, 1993
- mit Olivier Wieviorka: Vichy, 1940–1944, 1997
- Herausgeber mit Alya Aglan Jean Cavaillès résistant ou La pensée en actes, Flammarion, 2002
- Jean Moulin: le politique, le rebelle, le résistant, Perrin, 2003
- mit Robert O. Paxton, Philippe Burrin: 6 juin 44, Perrin, 2004
- 1940, l’année noire, Fayard, 2010
- L’Occupation expliquée à mon petit-fils, Éd. du Seuil, 2011
- Vichy-Paris, les collaborations. Histoire et mémoires, André Versaille éditeur, 2012